# Liste des avoyers et syndics de la ville de Fribourg

## Les avoyers de la Ville et République de Fribourg
Liste non exhaustive (dès 1168)
- T. (avant 1169)
- Henri d'Utzensdorf (après 1175 - avant 1182)
- Conrad d'Englisberg (1228-1253)
- Conrad de Maggenberg (1257-1261)
- Conrad de Wädenswil (1263-1264)
- Guillaume de Maggenberg (1266)
- Ulrich de Maggenberg (1266-1267)
- Conrad de Vivier (1267-1271)
- Ulrich de Maggenberg (1274-1278)
- Richard de Corbières (1279)
- Ulrich de Maggenberg (1282) >
- Albert de Rohrmoos (1282)
- Guillaume d'Englisberg (1285-1287)
- 1289 Ulrich de Maggenberg (1289)
- Conrad d'Avenches (1293-1295)
- Ulrich de Maggenberg (1296-1298)
- Ulrich de Fendringen (1299)
- Conrad d'Avenches (1301)
- Guliiaume d'Englisberg (1303, 1307)
- Jacques Rich ou Dives (1310-1314)
- Jean I de Maggenberg (1319-1323)
- Jacques Rich ou Dives (1327)
- Jean I de Maggenberg (1333-1338)
- Jacques de Duens (1340)
- Jacques Rich ou Dives (1341)
- Jean II de Maggenberg (1343-1350)
- Guillaume Velga l'Ancien (1353-1363)
- Jean Velga (1363-1369)
- 22. Jean de Vuippens (1372-1373)[1]
- Guillaume Velga l'Ancien (1377-1379)
- Jean de Vuippens (1379-1384)[1]
- Jacques Rich ou Dives (1385-1387)
- Jean de Vuippens (1387-1392)[1]
- Petermann Velga (1392-1395)
- Guillaume de Duens (1396-1397)
- Hensli de Duens (1398-1403)
- Jaquet Lombard (1403-1411, 18-21, 24-27, 29-32, 33-36)
- Petermann Velga (1411-1413, 16-18)
- Hensli Velga (1421-1424, 27-29, 32-33)
- Wilhelm Velga (1436-1439, 42-45, 46-49)
- Jacob de Praroman l'Ancien (1439-1442)
- Guillaume d'Avenches (1445-1446)
- Peter Mörsberg puis Dietrich de Monstral (1449-1450)[2]
- Jean Pavilliard (1450-1453)[3]
- 34. Jean Gambach (1453-56, 65-68)
- 35. Rodolphe de Vuippens (1456-1460 et 1471-1474)[4]
- Jean de Praroman (1462-1465, 68-71)[2]
- Petermann Pavilliard (1474-1477)[3]
- 39. Petermann de Faucigny (1478, 80-82, 86-88, 92-94, 1500)
- Petermann Pavilliard (1483-1486)[3]
- François Arsent (1507-1509)[5]
- 44. Pierre Falck (1516-18)
- 53. Louis d'Affry (1572-1601)
- Pierre d'Amman (vers 1588)
- 55. Nicolas de Praroman (1601, 2, 5,6)
- Jean Wild (1609-1614)[6]
- 57. Nicolas de Diesbach Torny (1614-1630)
- 59. Jean Reyff (1630-1632, 34-36, 38-40, 42-44, 47-52)[7]
- 62. François Pierre König (1645-1647)
- 63. Rodolphe Weck (1648-55)[8]
- Jean-Daniel de Montenach (1653-63[à vérifier])[9]
- 65. François-Pierre Gottrau (1656-88)[10]
- Tobie de Gottrau de Pensier (entre 1679 et 1697)[11]
- 69. François Augustin de Diesbach Torny (1689, 1700, 1702, 1704 et 1706)
- 74. François Joseph Nicolas d'Alt (entre 1737 et 1770)
- Ignace de Gady (entre 1754 et 1792)[12]
- 75. François-Romain Werro (une année sur deux entre 1771 et 1794)[13]
- 78. François-Antoine de Techtermann (1793-98, 1803-19)
- 79. François Pierre Nicolas de Maillardoz (1794-1796, en charge en 1795)[14].
- 80. Charles-Joseph Werro (1796, 1798)[13]
- 81. Louis d'Affry (1803-10)
- 82. Jean-Pierrre-Ignace-Philippe de Maillardoz (1810-13)
- 83. Jean-Joseph-George de Diesbach de Torny (1813-4, 28-30)
- 84 Charles-Joseph Werro (une année sur deux entre 1814 et 1827)[13]
- 85. François-Philippe de Gottrau (1819-1830)
- 86. Jean-François-Joseph-Nicolas de Montenach (1831)
- 87. Charles de Schaller (1814-1843), le dernier Avoyer

## Les syndics de Fribourg
- Jean de Montenach (1798-1802)
- Gaspard Lottas (1802-1803)
- Philippe de Gottrau (mars-avril 1803)
- Pierre-François Savary (avril-juin 1803)
- Jean-Pierre Philippe de Raemy (1803-1808)
- François-Pierre Savary  (1809-1821)
- Albert Fégely (1821-1842)
- Philippe d'Odet (1842-1847)
- Charles Griset de Forel (1847)[15]
- Pierre-Joseph Farvagnié (1848)
- Jean-Théobald Hartmann (1848-1849)
- Jean-Auguste Cuony (1849-1857)
- Gaspard Lalive d'Epinay (1857-1858)
- Louis de Chollet (1858-1886)
- Paul Aeby (Conservateur) (1886-1895) fut Conseiller national
- Louis Bourgknecht (1895-1903)
- Ernest de Weck (Cons.) (1903-1919) fut Conseiller aux États
- Romain de Weck (Cons.) (1919-1922)
- Pierre Aeby (Cons.) (1922-1938)
- Ernest Lorson (Cons.) (1938-1950)
- Jean Bourgknecht (Cons.) (1950-1959)
- Max Aebischer (Cons.) (1960-1966)
- Lucien Nussbaumer (PLR) (1966-1982)
- Claude Schorderet (PDC) (1982-1993)
- Dominique de Buman (PDC) (1994-2004)
- Jean Bourgknecht (PDC) (2004-2006), petit-fils de Jean Bourgknecht, syndic de 1950 à 1959
- Pierre-Alain Clément (PS) (2006-2016)
- Thierry Steiert (PS) (2016-)[16]